# Ghulam Rasul
Ghulam Rasul (Rawalpindi, 1 mei 1931 - 1991) is een hockeyer uit Pakistan.
Rasul nam driemaal deel aan de Olympische Zomerspelen en won in 1960 de gouden medaille en in 1956 de zilveren medaille.

## Erelijst
- 1956 –  Olympische Spelen in Melbourne
- 1958  –  Aziatische Spelen in Tokio
- 1960 –  Olympische Spelen in Rome
- 1962  –  Aziatische Spelen in Jakarta